# Camponotus vitiosus
Camponotus vitiosus é uma espécie de inseto do gênero Camponotus, pertencente à família Formicidae.